# Burg Bohlingen
Die Burg Bohlingen, auch Feste auf der Burghalde und später Baltzbronn-Schloss genannt, ist die Ruine einer Spornburg im Stadtteil Bohlingen der Stadt Singen im Landkreis Konstanz in Baden-Württemberg. Die Burg befindet sich auf einem Plateau in Spornlage im Zentrum Bohlingens „Am runden Turm“ bei der jetzigen Pfarrkirche St. Pankratius.

## Geschichte
Von 1175 bis ins 14. Jahrhundert hinein ist der Bohlinger Besitz Sitz Ortsadliger als bischöfliche Ministeriale, in der Mitte des 14. Jahrhunderts Besitz der Herren von Homburg und 1455 wurde erstmals eine „vesty by der Kilchen“ erwähnt.
Ab 1455 war die Burg im Besitz des Klosters Salem, danach im Besitz der Grafen von Sulz und 1497 erwarb das Kloster Konstanz die Burg und Herrschaft Bohlingen zurück.
1512 wurde die Burg als „Baltzbronn-Schloss“ erwähnt, und 1535 fand eine Erwähnung eines Neubaus als „Neuen Hauses“ statt. Die Burg wurde 1640 im Dreißigjährigen Krieg durch Konrad Widerholt zerstört und 1687 wurde die Genehmigung zum Abbruch für einen Kirchenbau erteilt. Anfang des 19. Jahrhunderts wurde an der Ostseite der Burganlage ein rechteckiger Turm abgebrochen und 1990 nördlich des Turms an der Stelle eines älteren Gebäudes ein Neubau errichtet.

## Baubeschreibung
Von der ehemaligen Burganlage auf einer Burgbergfläche von 75 mal 30 Metern ist noch der vermutlich aus dem 15. Jahrhundert stammende dreigeschossige, runde Bergfried erhalten. Er hat einen Durchmesser von zehn Metern und eine Mauerstärke von zwei Metern. Der Turm besitzt ein Kegeldach und einen spitzbogigen Hocheingang mit dem Wappen des Grafen Alwig von Sulz. An der Stelle der heutigen Pfarrkirche St. Pankratius soll der Palas der Burg gestanden haben.
Die Besichtigung des Turms, der Außenanlagen und des Burghofs sind jederzeit möglich.